# Stajňová
Stajňová (909 m) – szczyt na Kotlinie Helpiańskiej u południowych podnóży Niżnych Tatr na Słowacji. Wznosi się po północnej stronie miejscowości Heľpa. Stoki północno-wschodnie opadają do doliny potoku Hučanské, północno-zachodnie do dolinki jednego z dopływów potoku Krivuľa, południowe do doliny Hronu. Jest całkowicie porośnięty lasem, z wyjątkiem części stoków północnych, na których są łąki miejscowości Heľpa. Nie prowadzi przez niego żaden szlak turystyczny, ale znajduje się poza obrębem Parku Narodowego Niżne Tatry.